# La Javie
La Javie est une commune française, située dans le département des Alpes-de-Haute-Provence en région Provence-Alpes-Côte d'Azur.
Le nom de ses habitants est Javidois.

## Géographie

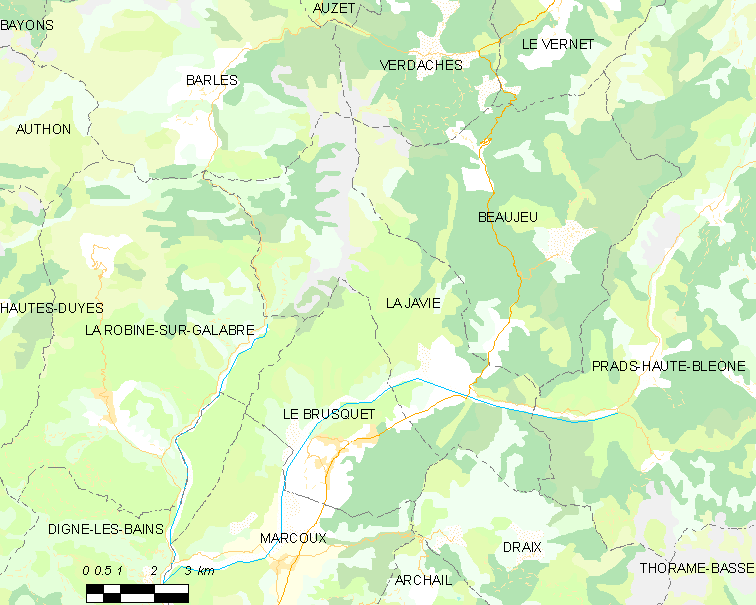
La Javie et les communes voisines (Cliquez sur la carte pour accéder à une grande carte avec la légende).

Le village est construit au confluent de La Bléone et de l'Arigeol, à 800 m d’altitude,. Il est au pied du col du Labouret.
Les clues de Barles sont un site inscrit. Autres clues au Péouré.

### Relief

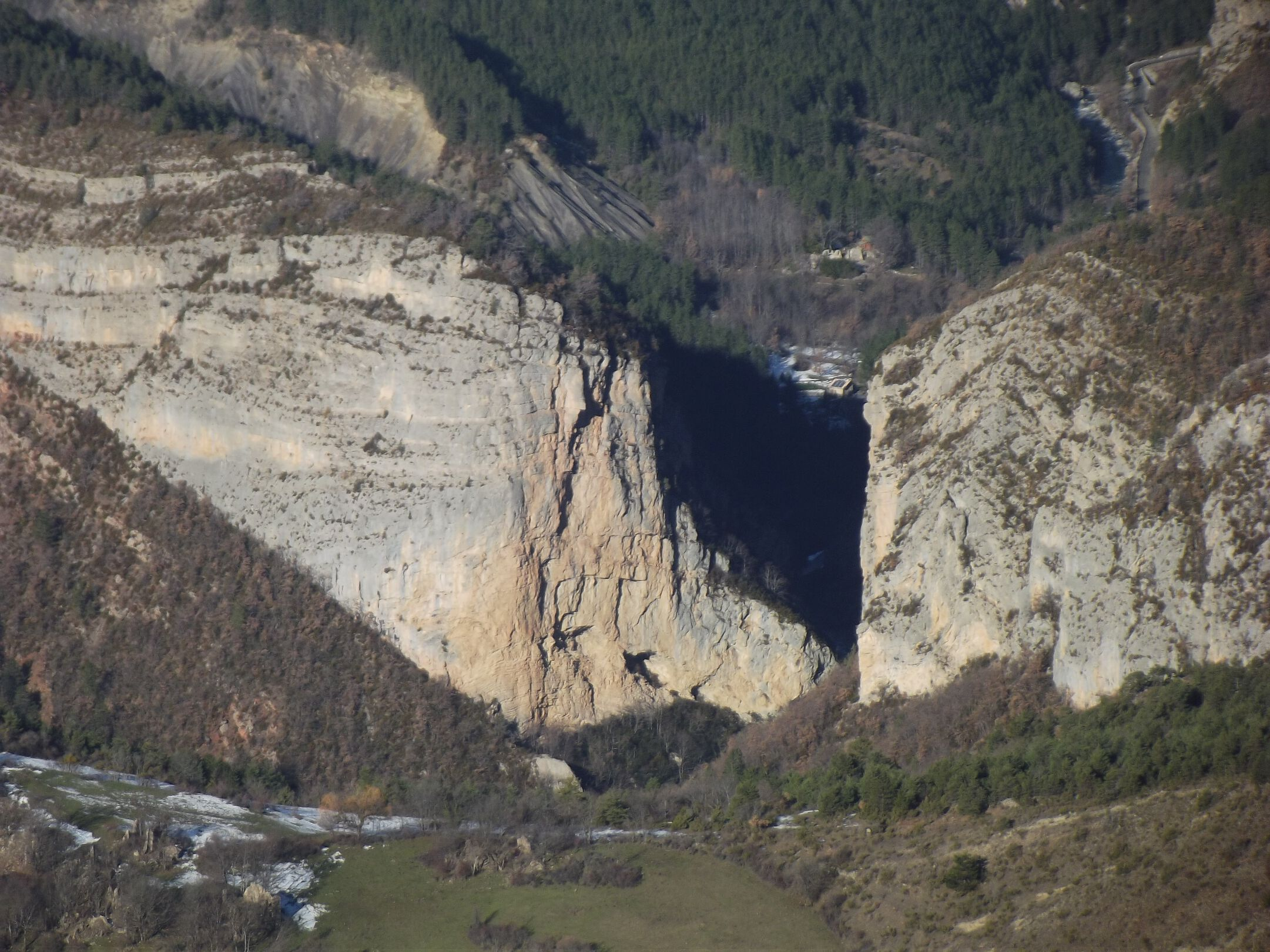
Clue du Pérouré.

- crête du Blayeul

### Environnement
La commune compte 1 127 ha de bois et forêts, soit 30 % de sa superficie.

### Risques naturels et technologiques
Aucune des 200 communes du département n'est en zone de risque sismique nul. Le canton de La Javie est en zone 1b (sismicité faible) selon la classification déterministe de 1991, basée sur les séismes historiques, et en zone 4 (risque moyen) selon la classification probabiliste EC8 de 2011. La commune de La Javie est également exposée à trois autres risques naturels :
- feu de forêt ;
- inondation (dans les vallées de la Bléone, du Bès et de l’Arrigeol) ;
- mouvement de terrain.

La commune de La Javie est également exposée à un risque d’origine technologique, celui de transport de matières dangereuses par route. La départemental RD 900 (ancienne route nationale 100) peut être empruntée par les transports routiers de marchandises dangereuses.
Le plan de prévention des risques naturels prévisibles (PPR) de la commune a été approuvé en 2006 pour les risques d’inondation, de mouvement de terrain et de séisme mais le Dicrim n’existe pas.
La commune a été l’objet de plusieurs arrêtés de catastrophe naturelle en 1986 et 2011 pour des inondations et des coulées de boue. Parmi les tremblements de terre ressentis à La Javie, seuls deux atteignent ou dépassent une intensité de V sur l’échelle MSK (intensité réveillant les dormeurs, ou faisant tomber des objets ; les intensités indiquées sont celles ressenties dans la commune, l’intensité peut être plus forte à l’épicentre) :
- le séisme du 29 septembre 1935, d’une intensité ressentie à La Javie de V et dont l’épicentre était situé dans la commune[10],
- celui du 31 octobre 1997, avec une intensité macro-sismique ressentie de V et Prads-Haute-Bléone pour épicentre[11].

### Toponymie
La localité apparaît pour la première fois dans les textes en 1049 (Gaveda), dérivé selon Charles Rostaing de l’hydronyme *Gava pour un torrent de montagne,. Ernest Nègre retient l’explication par le nord-provençal javio, désignant un récipient à eau (jatte ou abreuvoir). Dans le cas où l’hypothèse de Rostaing serait la bonne, il est probable que le nom du lieu soit plus ancien que les Gaulois, sans que l’on puisse avancer l’hypothèse d’une occupation humaine dès cette époque. La commune se nomme La Jàvia en provençal selon la norme classique et La Javio selon la norme mistralienne.
Le lieu-dit Chaudol est cité dès 780 (villa Caladius) . Selon l’Atlas historique de la Provence, le nom du lieu est probablement plus ancien que les Gaulois, ainsi que le toponyme Esclangon.
Selon les Fénié, le toponyme de l’ancienne commune d’Esclangon (cité vers 1200, castrum de Sclango) est formé sur la racine oronymique préceltique *cal-Fenié et Fenié 2002, p. 20 et fait donc référence à une montagne ou une hauteur proche.

### Climat
Pour des articles plus généraux, voir Climat de Provence-Alpes-Côte d'Azur et Climat des Alpes-de-Haute-Provence.
En 2010, le climat de la commune est de type climat méditerranéen altéré, selon une étude du Centre national de la recherche scientifique s'appuyant sur une série de données couvrant la période 1971-2000. En 2020, Météo-France publie une typologie des climats de la France métropolitaine dans laquelle la commune est exposée à un climat de montagne ou de marges de montagne et est dans la région climatique Alpes du sud, caractérisée par une pluviométrie annuelle de 850 à 1 000 mm, minimale en été.
Pour la période 1971-2000, la température annuelle moyenne est de 10,4 °C, avec une amplitude thermique annuelle de 17,2 °C. Le cumul annuel moyen de précipitations est de 825 mm, avec 6,6 jours de précipitations en janvier et 4,9 jours en juillet. Pour la période 1991-2020, la température moyenne annuelle observée sur la station météorologique de Météo-France la plus proche, « Digne les Bains », sur la commune de Digne-les-Bains à 13 km à vol d'oiseau, est de 12,2 °C et le cumul annuel moyen de précipitations est de 681,2 mm. 
La température maximale relevée sur cette station est de 42,1 °C, atteinte le 28 juin 2019 ; la température minimale est de −17,8 °C, atteinte le 4 février 2012,,.
Les paramètres climatiques de la commune ont été estimés pour le milieu du siècle (2041-2070) selon différents scénarios d'émission de gaz à effet de serre à partir des nouvelles projections climatiques de référence DRIAS-2020. Ils sont consultables sur un site dédié publié par Météo-France en novembre 2022.

## Urbanisme

### Typologie
Au 1er janvier 2024, La Javie est catégorisée commune rurale à habitat dispersé, selon la nouvelle grille communale de densité à 7 niveaux définie par l'Insee en 2022.
Elle est située hors unité urbaine. Par ailleurs la commune fait partie de l'aire d'attraction de Digne-les-Bains, dont elle est une commune de la couronne,. Cette aire, qui regroupe 34 communes, est catégorisée dans les aires de moins de 50 000 habitants,.

### Occupation des sols
L'occupation des sols de la commune, telle qu'elle ressort de la base de données européenne d’occupation biophysique des sols Corine Land Cover (CLC), est marquée par l'importance des forêts et milieux semi-naturels (91,8 % en 2018), en diminution par rapport à 1990 (93,5 %). La répartition détaillée en 2018 est la suivante : 
forêts (43,2 %), espaces ouverts, sans ou avec peu de végétation (24,7 %), milieux à végétation arbustive et/ou herbacée (24 %), zones agricoles hétérogènes (8,2 %).
L'évolution de l’occupation des sols de la commune et de ses infrastructures peut être observée sur les différentes représentations cartographiques du territoire : la carte de Cassini (XVIIIe siècle), la carte d'état-major (1820-1866) et les cartes ou photos aériennes de l'IGN pour la période actuelle (1950 à aujourd'hui).

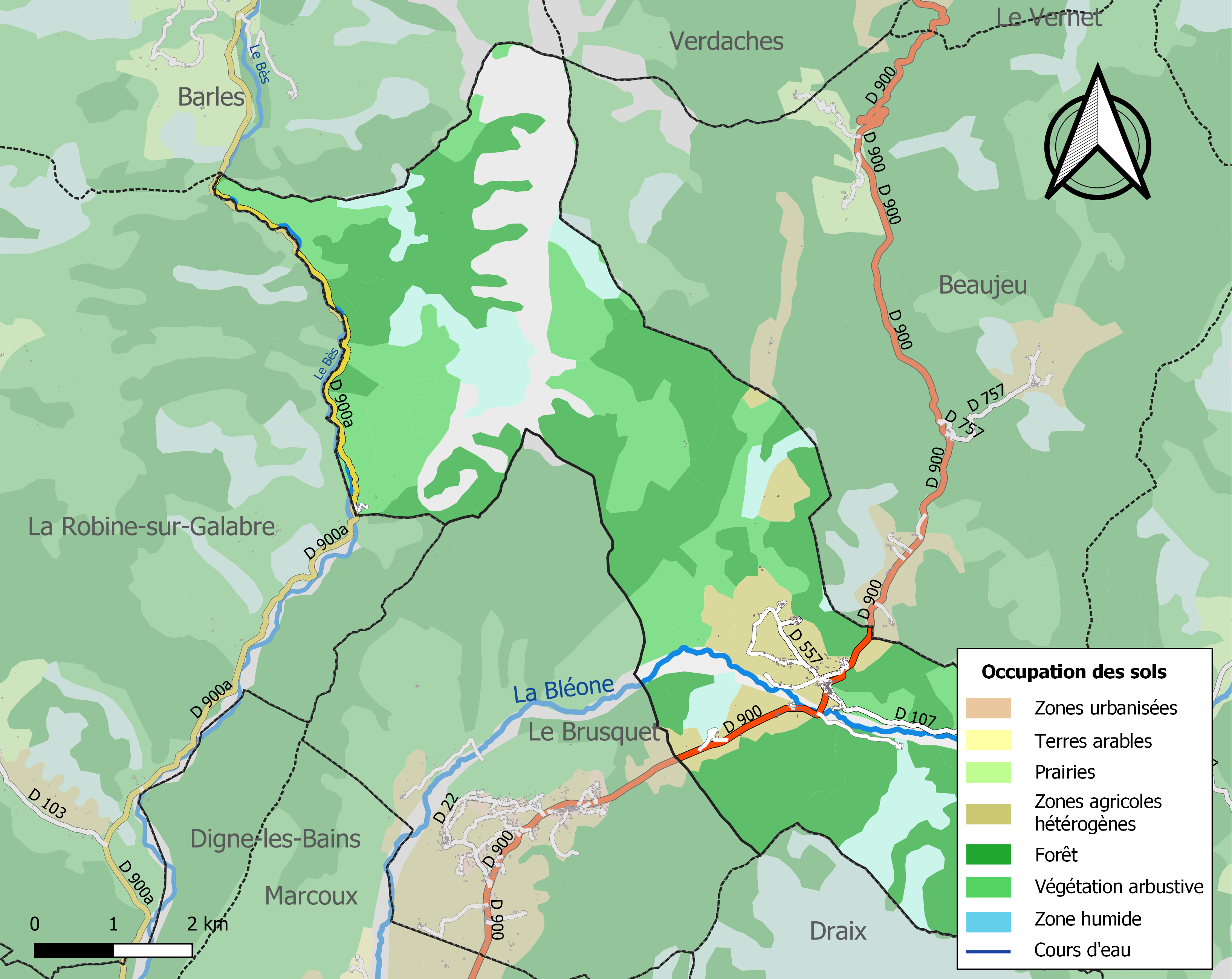
Carte de l'occupation des sols de la commune en 2018 (CLC).

## Économie

### Aperçu général
En 2009, la population active s’élevait à 183 personnes, dont 12 chômeurs (20 fin 2011). Ces travailleurs sont majoritairement salariés (88 %) et travaillent majoritairement hors de la commune (79 %).

### Agriculture
Fin 2010, le secteur primaire (agriculture, sylviculture, pêche) comptait huit établissements actifs au sens de l’Insee (exploitants non professionnels inclus) et un emploi salarié.
Le nombre d’exploitations professionnelles, selon l’enquête Agreste du ministère de l’Agriculture, est de cinq en 2010. Il était de dix en 2000, de 28 en 1988 : la commune à donc perdu 80 % de ses exploitants agricoles en vingt ans. Actuellement[Quand ?], ces exploitants se répartissent entre grandes cultures et l’élevage ovin. De 1988 à 2000, la surface agricole utile (SAU) a baissé, de 1 202 ha à 1 035 ha. La baisse de la SAU a continué lors la dernière décennie, à 684 ha, ce qui donne une surface moyenne par exploitation de 137 ha, trois fois plus élevée qu’il y a vingt ans.

### Industrie
Fin 2010, le secteur secondaire (industrie et construction) comptait six établissements, employant deux salariés.
L’usine hydroélectrique de Trente-Pas est actuellement inactive, EDF ayant préféré interrompre l’exploitation à l’approche de la fin de la concession. Elle utilisait les eaux de la Bléone. La puissance potentielle est de 600 kW, pour une production annuelle de 4500 mégawatts.

### Activités tertiaires
Fin 2010, le secteur tertiaire (commerces, services) comptait dix établissements (avec trois emplois salariés), auxquels s’ajoutent les six établissements du secteur administratif (regroupé avec le secteur sanitaire et social et l’enseignement), salariant 19 personnes.

#### Tourisme
D'après l’Observatoire départemental du tourisme, la fonction touristique est d’une importance moyenne pour la commune, avec entre un et cinq touristes accueillis par habitant. Plusieurs structures d’hébergement à finalité touristique existent dans la commune :
- un hôtel en 2008[37], non classé[38] ;
- un camping classé une étoile[39] avec une capacité de 26 emplacements[40] ;
- plusieurs meublés labellisés[41] et non labellisés[42].

Les résidences secondaires apportent un petit complément à la capacité d’accueil : au nombre de 56, elles représentent 20 % des logements de la commune. Parmi les résidences secondaires, sept possèdent plus d’un logement,.
L'Auberge Roman, qui porte le label Bistrot de pays, adhère a une charte qui a but de « contribuer à la conservation et à l’animation du tissu économique et social en milieu rural par le maintien d’un lieu de vie du village ».

#### Foires
Le village accueille deux foires emblématiques du territoire : en septembre, la foire aux tardons (agneaux élevés sous la mère, vendus à la descente d'alpage et particulièrement recherchés pour leur saveur) et, en novembre, la foire de la poire Sarteau (variété ancienne de poire cultivée historiquement dans les nombreux vergers qui entouraient le village et dont certains façonnent encore le paysage).

## Histoire
Dans l’Antiquité, les Bodiontiques (Bodiontici) peuplaient la vallée de la Bléone, et étaient donc le peuple gaulois qui vivait dans l’actuelle commune de La Javie. Les Bodiontiques, qui sont vaincus par Auguste en même temps que les autres peuples présents sur le Trophée des Alpes (avant 14 av. J.-C.), sont rattachés à la province des Alpes-Maritimes lors de sa création.
Des tombes gallo-romaines ont été découvertes à Chaudol. À cette époque, La Javie est peut-être le centre du peuple gaulois des Galitae.

### Moyen Âge
Au Haut Moyen Âge, une importante possession de l’abbaye Saint-Victor de Marseille, l’ager Caladius se trouve à La Javie, qu’elle possède dès le VIIIe siècle. L’ager consistait en un ensemble de colonges et de bergeries ; cette possession est usurpée à la fin du VIIIe siècle, et l’abbaye la récupère en 780 grâce à un plaid qui s’est tenu à Digne.
Le nom a donné Chaudol, où se trouvait le prieuré Saint-Damien. Esclangon est également signalé (Sclangone) très tôt, par le polyptyque de Wadalde, en 814 : trois colonges dépendant de Saint-Victor s’y trouvaient.
La Javie est signalée pour la première fois dans les chartes en 1049 (Gaveda). Il semble qu’au XIe siècle, l’ager Caladius n’est plus contrôlé par les moines de Saint-Victor, et les paysans s’émancipent, et constituent des alleux. En 1055, lorsque l’abbaye tente de remettre en vigueur son ancienne domination, les alleutiers se défendent et fouettent les moines venus prélever le cens. En justice, via un jugement de Dieu, l’abbaye obtient la reconnaissance de ses anciens titres, et récupère au moins la dîme et des terres. L’abbaye Saint-Victor de Marseille avait donc des biens dans la commune,, ainsi que le chapitre de Digne. Le fief était partagé entre plusieurs familles nobles. La communauté de Chaudol, qui comptait 26 feux en 1315, est fortement dépeuplée par la crise du XIVe siècle (peste noire et guerre de Cent Ans) et rattachée à celle de La Javie au XVe siècle. La communauté d’Esclangon est elle aussi fortement touchée : elle passe de dix feux en 1315 à cinq en 1471.
Située sur le chemin entre les vallées de l’Ubaye et de la Bléone, La Javie accueille une foire à la fin du Moyen Âge. Un péage taxe le bois flotté et les troupeaux de moutons qui passent d’une vallée à l’autre au moins à partir de 1252,. La communauté relevait de la baillie de Digne-les-Bains.
Louis Riqui, baile-juge de Barjols (1332-1333), fut seigneur d'Esclangon en 1339.

### Révolution française
Malgré la petite taille du village, une société patriotique est créée durant la Révolution à Esclangon (environ 70 hab en 1790). Une autre société patriotique est créée à la même époque à La Javie (fin 1792) .

### XXesiècle
Le coup d'État du 2 décembre 1851 commis par Louis-Napoléon Bonaparte contre la Deuxième République provoque un soulèvement armé dans les Basses-Alpes, en défense de la Constitution. Après l’échec de l’insurrection, une sévère répression s’abat sur ceux qui se sont levés pour défendre la République, dont un habitant de La Javie.
Comme de nombreuses communes du département, Esclangon et La Javie se dotent d’écoles bien avant les lois Jules Ferry : en 1863, elles en possèdent chacun une, installées au chef-lieu, qui dispensent une instruction primaire aux garçons. Aucune instruction n’est donnée aux filles : ni la loi Falloux (1851), qui impose l'ouverture d'une école de filles aux communes de plus de 800 habitants, ni la première loi Duruy (1867), qui abaisse ce seuil à 500 habitants, ne concernent Esclangon ou La Javie. Cette seconde commune choisit néanmoins d’ouvrir une école pour ses filles dès les années 1860. Ce n'est qu'avec les lois Ferry que les filles d'Esclangon sont régulièrement scolarisées.
À la fin de la Seconde Guerre mondiale, le 16 août 1944, soit trois jours avant la Libération, le village de La Javie est bombardé par les alliés qui cherchaient à détruire les ponts pour retarder la retraite des Allemands ; l'école fait partie des bâtiments détruits : l'institutrice y est tuée. Un autre habitant est également victime du bombardement du pont de l'arrigéol.
Jusqu'au milieu du XXe siècle, la vigne était cultivée dans la commune, uniquement pour l'autoconsommation. Cette culture a depuis été abandonnée.
En 1951, le sénateur Émile Aubert crée le 1er gite rural au hameau de Chaudol.

### Esclangon
Esclangon est cité au XIIIe siècle (Sclangone ou Sclango). La communauté compte 11 feux en 1315, et 5 en 1471. En 1765, il y a 32 habitants. La commune est rattachée à La Javie en 1973.

## Héraldique
| Blason de Javie (La) | Blason  | De gueules à un château d’argent ouvert, ajouré et maçonné de sable, surmonté d’un soleil d’or. |
| Blason de Javie (La) | Détails | Le statut officiel du blason reste à déterminer.                                                |

## Politique et administration

### Municipalité
| Période                                  | Période                       | Identité         | Étiquette | Qualité       |
| ---------------------------------------- | ----------------------------- | ---------------- | --------- | ------------- |
| mai 1945                                 |                               | Élie Charbonnier |           |               |
|                                          |                               |                  |           |               |
| mars 2001                                | mars 2011                     | Roger Carteron   |           |               |
| 29 mars 2011                             | En cours (au 21 octobre 2014) | Eric Auzet,      | PS        | Fonctionnaire |
| Les données manquantes sont à compléter. |                               |                  |           |               |

### Intercommunalité
La Javie fait partie :
- de 2003 à 2017, de la Communauté de communes de Haute Bléone ;
- depuis le 1er janvier 2017, de la communauté d'agglomération Provence-Alpes.

### Services publics
La commune est dotée d’une école primaire, d’une gendarmerie, d’une caserne de pompiers, et d’un bureau de poste. La gendarmerie, l’école, et le bureau de Poste sont menacés de fermeture. La brigade de gendarmerie est une brigade de proximité, dépendant de celle de Digne-les-Bains.

## Démographie

### La Javie
L'évolution du nombre d'habitants est connue à travers les recensements de la population effectués dans la commune depuis 1765. Pour les communes de moins de 10 000 habitants, une enquête de recensement portant sur toute la population est réalisée tous les cinq ans, les populations de référence des années intermédiaires étant quant à elles estimées par interpolation ou extrapolation. Pour la commune, le premier recensement exhaustif entrant dans le cadre du nouveau dispositif a été réalisé en 2005.

En 2022, la commune comptait 374 habitants, en évolution de −5,79 % par rapport à 2016 (Alpes-de-Haute-Provence : +2,84 %, France hors Mayotte : +2,11 %).
| 1765 | 1793 | 1800 | 1806 | 1821 | 1831 | 1836 | 1841 | 1846 |
| ---- | ---- | ---- | ---- | ---- | ---- | ---- | ---- | ---- |
| 349  | 331  | 130  | 311  | 412  | 428  | 452  | 472  | 521  |

| 1851 | 1856 | 1861 | 1866 | 1872 | 1876 | 1881 | 1886 | 1891 |
| ---- | ---- | ---- | ---- | ---- | ---- | ---- | ---- | ---- |
| 479  | 399  | 386  | 455  | 457  | 505  | 506  | 445  | 466  |

| 1896 | 1901 | 1906 | 1911 | 1921 | 1926 | 1931 | 1936 | 1946 |
| ---- | ---- | ---- | ---- | ---- | ---- | ---- | ---- | ---- |
| 464  | 431  | 421  | 413  | 378  | 367  | 321  | 338  | 291  |

| 1954 | 1962 | 1968 | 1975 | 1982 | 1990 | 1999 | 2005 | 2006 |
| ---- | ---- | ---- | ---- | ---- | ---- | ---- | ---- | ---- |
| 296  | 265  | 257  | 222  | 251  | 297  | 335  | 377  | 380  |

| 2010 | 2015 | 2020 | 2022 | - | - | - | - | - |
| ---- | ---- | ---- | ---- | - | - | - | - | - |
| 392  | 391  | 375  | 374  | - | - | - | - | - |

| 1315    | 1471    |
| ------- | ------- |
| 38 feux | 13 feux |

### Esclangon
| 1315    | 1471   | 1765 | 1793 | 1800 | 1806 | 1821 | 1831 | 1836 |
| ------- | ------ | ---- | ---- | ---- | ---- | ---- | ---- | ---- |
| 11 feux | 5 feux | 32   | 88   | 87   | 93   | 93   | 101  | 97   |

| 1841 | 1846 | 1851 | 1856 | 1861 | 1866 | 1872 | 1876 | 1881 |
| ---- | ---- | ---- | ---- | ---- | ---- | ---- | ---- | ---- |
| 109  | 110  | 106  | 93   | 97   | 85   | 73   | 75   | 62   |

| 1886 | 1891 | 1896 | 1901 | 1906 | 1911 | 1921 | 1926 | 1931 |
| ---- | ---- | ---- | ---- | ---- | ---- | ---- | ---- | ---- |
| 64   | 56   | 66   | 38   | 26   | 27   | 21   | 25   | 17   |

| 1936 | 1946 | 1954 | 1962 | 1968 | - | - | - | - |
| ---- | ---- | ---- | ---- | ---- | - | - | - | - |
| 18   | 9    | 7    | 2    | 4    | - | - | - | - |

Tout comme La Javie, Esclangon est fortement touché par la saignée des XIVe et XVe siècles, due à la Peste noire et à la guerre de Cent Ans.
Esclangon connaît aussi une période d’« étale » où la population reste relativement stable à un niveau élevé. Cet apogée démographique est plus précoce qu’à La Javie : il dure de 1806 à 1866. L’exode rural y débute aussi plus tôt. Ce mouvement de recul est rapide : dès la dernière décennie du XIXe siècle, Esclangon a perdu la moitié de sa population par rapport au maximum historique de 1846. La baisse s'est poursuivie jusqu’aux années 1960, poussant à l’absorption d’Esclangon par La Javie.

## Lieux et monuments

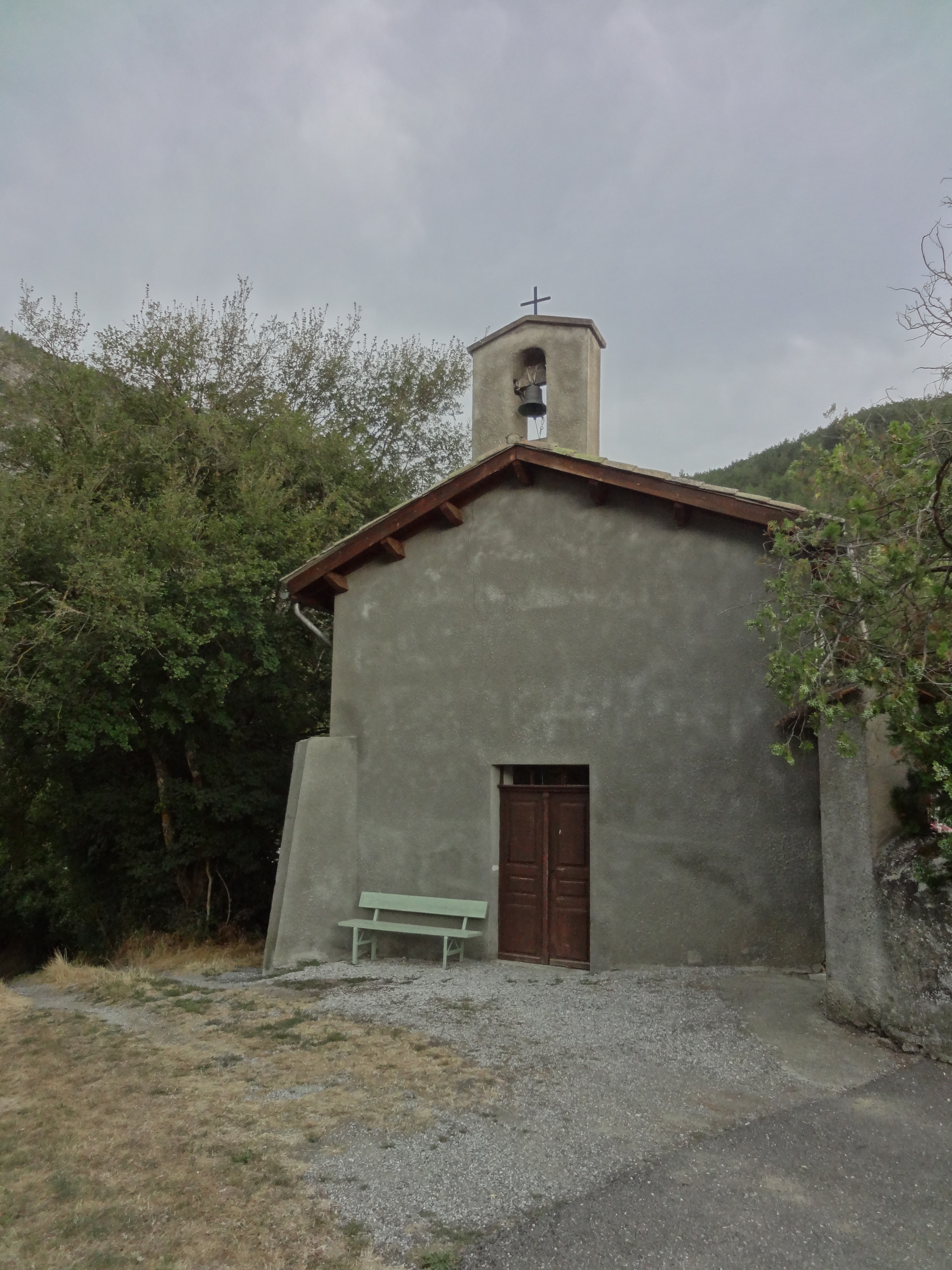
Chapelle Sainte-Colombe, au hameau du Grand-Chaudol

Deux ponts anciens sont situés à La Javie :
- le pont sur la Bléone est construit en 1782, avec quatre arches plein cintre[81] ;
- un pont daté de 1881, sur l’ancienne route du col de Boulard[82].

L’église paroissiale, placée sous le vocable de saint Jean-Baptiste et le patronage de sainte Marie Madeleine selon Raymond Collier, est reconstruite en 1822 à La Javie, puis largement reprise en 1896. La nef est constituée de trois travées en berceau surbaissé, sauf la travée de chœur, en berceau. Le clocher est ajouté en 1828. Les contreforts datent de 1896. La façade, crépie en 1896, est à nouveau restaurée en 1926 . Elle contient une Crucifixion où sainte Catherine est présente, peinte au XVIIe siècle et classé monument historique au titre objet ainsi qu'un calice faisant l'objet du même type de protection. À noter que le patron comme le titulaire de l’église ont changé plusieurs fois, et que c’est sainte Catherine qui était titulaire au départ.
L’ancienne église paroissiale, aujourd’hui chapelle, de Chaudol (au hameau du Grand-Chaudol) est placée sous le vocable de sainte Colombe.
La chapelle Notre-Dame se trouve sur la colline, rive gauche de l’Arigeol, face à La Javie. A la fin des années 90, un couple de Javidois, M & Mne VAN BRAEKEL rapporte alors le Christ sur un periple de 1000 kilometres en remorque du Nord de la France. Les agents communaux montèrent ainsi le Christ sur la croix nue a l'époque. 
Plusieurs oratoires, Saint-Marc et Saint-Jean, se trouvent à la Bouisse-Basse.
- Vestiges d'un château fort à La Javie[2]
- Vestiges d'un ancien village et d'un château fort à Esclangon[49]
- Ecomusée : géré par l'Association "La Javie Autrefois", il est situé au cœur du vieux village dans l'ancien presbytère, il présente des collections d'objets, de photographies et de documents sur l'histoire du village depuis 1900[86].